# Sport-Club Freiburg 2016-2017
Questa voce raccoglie le informazioni riguardanti il Sport-Club Freiburg nelle competizioni ufficiali della stagione calcistica 2016-2017.

## Stagione
Nella stagione 2016-2017 il Friburgo, allenato da Christian Streich, concluse il campionato di Bundesliga al 7º posto. In coppa di Germania il Friburgo fu eliminato al secondo turno dal Sandhausen.

## Organigramma societario
Area tecnica
- Allenatore: Christian Streich
- Allenatore in seconda: Patrick Baier, Lars Voßler
- Preparatore dei portieri: Andreas Kronenberg
- Preparatori atletici: Simon Ickert

## Rosa
| N. |                     | Ruolo | Calciatore           |
| -- | ------------------- | ----- | -------------------- |
| 44 | Polonia (bandiera)  | P     | Rafał Gikiewicz      |
| 21 | Germania (bandiera) | P     | Patric Klandt        |
| 1  | Germania (bandiera) | P     | Alexander Schwolow   |
| 25 | Germania (bandiera) | D     | Jonas Föhrenbach     |
| 5  | Germania (bandiera) | D     | Manuel Gulde         |
| 30 | Germania (bandiera) | D     | Christian Günter     |
| 2  | Serbia (bandiera)   | D     | Aleksandar Ignjovski |
| 20 | Germania (bandiera) | D     | Marc-Oliver Kempf    |
| 17 | Germania (bandiera) | D     | Lukas Kübler         |
| 24 | Germania (bandiera) | D     | Georg Niedermeier    |
| 4  | Turchia (bandiera)  | D     | Çağlar Söyüncü       |
| 15 | Germania (bandiera) | D     | Pascal Stenzel       |
| 3  | Spagna (bandiera)   | D     | Marc Torrejón        |
| 6  | Albania (bandiera)  | C     | Amir Abrashi         |

| N. |                       | Ruolo | Calciatore            |
| -- | --------------------- | ----- | --------------------- |
| 11 | Turchia (bandiera)    | C     | Onur Bulut            |
| 8  | Germania (bandiera)   | C     | Mike Frantz           |
| 32 | Italia (bandiera)     | C     | Vincenzo Grifo        |
| 31 | Slovacchia (bandiera) | C     | Karim Guédé           |
| 19 | Germania (bandiera)   | C     | Janik Haberer         |
| 27 | Germania (bandiera)   | C     | Nicolas Höfler        |
| 23 | Germania (bandiera)   | C     | Julian Schuster       |
| 22 | Svizzera (bandiera)   | C     | Vincent Sierro        |
| 34 | Germania (bandiera)   | A     | Amir Falahen          |
| 7  | Germania (bandiera)   | A     | Florian Niederlechner |
| 14 | Norvegia (bandiera)   | A     | Håvard Nielsen        |
| 18 | Germania (bandiera)   | A     | Nils Petersen         |
| 26 | Germania (bandiera)   | A     | Maximilian Philipp    |

## Risultati

### Bundesliga

#### Girone di andata
| Arbitro: | Brand |

|                         |           |            |
| Darida 62’ Schieber 90’ | Marcatori | 90’ Höfler |

| Arbitro: | Osmers |

|                                      |           |            |
| Philipp 54’, 85’ Petersen 88’ (rig.) | Marcatori | 35’ Hazard |

| Arbitro: | Zwayer |

|                                  |           |  |
| Modeste 29’, 43’ Bittencourt 31’ | Marcatori |  |

| Arbitro: | Schmidt |

|              |           |  |
| Petersen 70’ | Marcatori |  |

| Arbitro: | Dingert |

|                                           |           |             |
| Aubameyang 45’ Piszczek 53’ Guerreiro 90’ | Marcatori | 60’ Philipp |

| Arbitro: | Fritz |

|          |           |  |
| Grifo 4’ | Marcatori |  |

| Arbitro: | Aytekin |

|                                |           |                   |
| Wagner 34’ Kramarić 81’ (rig.) | Marcatori | 78’ Niederlechner |

| Arbitro: | Gräfe |

|                          |           |              |
| Philipp 66’ Petersen 78’ | Marcatori | 84’ Altıntop |

| Arbitro: | Winkmann |

|            |           |                                          |
| García 67’ | Marcatori | 29’ Philipp 39’ (rig.) Grifo 75’ Abrashi |

| Arbitro: | Brych |

|  |           |                                     |
|  | Marcatori | 41’, 53’ Gómez 86’ (rig.) Rodríguez |

| Arbitro: | Ittrich |

|                                                   |           |                        |
| Bungert 15’ Malli 20’ (rig.) Bell 82’ Onisiwo 90’ | Marcatori | 67’ Grifo 85’ Petersen |

| Arbitro: | Brand |

|                   |           |                                       |
| Niederlechner 15’ | Marcatori | 2’ Keïta 21’, 35’ Werner 79’ Sabitzer |

| Arbitro: | Cortus |

|                |           |             |
| Çalhanoğlu 60’ | Marcatori | 30’ Haberer |

| Arbitro: | Stark |

|                     |           |  |
| Petersen 86’ (rig.) | Marcatori |  |

| Arbitro: | Gräfe |

|                 |           |                   |
| Konopljanka 74’ | Marcatori | 64’ Niederlechner |

| Arbitro: | Stegemann |

|             |           |                               |
| Suttner 53’ | Marcatori | 34’ (rig.), 41’ Niederlechner |

| Arbitro: | Gräfe |

|            |           |                      |
| Haberer 4’ | Marcatori | 35’, 90’ Lewandowski |

#### Girone di ritorno
| Arbitro: | Perl |

|                          |           |              |
| Haberer 39’ Petersen 87’ | Marcatori | 88’ Schieber |

| Arbitro: | Brych |

|                                     |           |  |
| Stindl 73’ Raffael 78’ Herrmann 90’ | Marcatori |  |

| Arbitro: | Hartmann |

|                       |           |             |
| Grifo 32’ Philipp 77’ | Marcatori | 39’ Modeste |

| Arbitro: | Dingert |

|                          |           |                       |
| Hunt 15’ Gregoritsch 57’ | Marcatori | 23’ Philipp 72’ Grifo |

| Arbitro: | Siebert |

|  |           |                                          |
|  | Marcatori | 13’ Papastathopoulos 55’, 70’ Aubameyang |

| Arbitro: | Perl |

|            |           |                        |
| Hrgota 11’ | Marcatori | 25’, 59’ Niederlechner |

| Arbitro: | Stark |

|             |           |              |
| Philipp 56’ | Marcatori | 60’ Kramarić |

| Arbitro: | Stegemann |

|                |           |                          |
| Stafylidis 38’ | Marcatori | 30’ (rig.) Niederlechner |

| Arbitro: | Stark |

|                        |           |                                             |
| Petersen 64’ Grifo 77’ | Marcatori | 21’ Kruse 45’, 47’, 85’ Delaney 71’ Bartels |

| Arbitro: | Winkmann |

|  |           |                   |
|  | Marcatori | 78’ Niederlechner |

| Arbitro: | Osmers |

|              |           |  |
| Petersen 69’ | Marcatori |  |

| Arbitro: | Gräfe |

|                                            |           |  |
| Poulsen 36’ Werner 42’ Keïta 51’ Demme 90’ | Marcatori |  |

| Arbitro: | Brych |

|                          |           |                    |
| Petersen 11’ Stenzel 88’ | Marcatori | 60’ (rig.) Volland |

| Arbitro: | Cortus |

|                                       |           |  |
| Platte 22’ Gondorf 45’ Schipplock 65’ | Marcatori |  |

| Arbitro: | Kampka |

|                               |           |  |
| Niederlechner 22’, 31’ (rig.) | Marcatori |  |

| Arbitro: | Dankert |

|             |           |             |
| Philipp 31’ | Marcatori | 44’ Lezcano |

| Arbitro: | Drees |

|                                            |           |              |
| Robben 4’ Vidal 73’ Ribéry 90’ Kimmich 90’ | Marcatori | 76’ Petersen |

### Coppa di Germania
| Arbitro: | Rohde |

|  |           |                                                     |
|  | Marcatori | 20’ (rig.), 63’ Grifo 40’ Haberer 69’ Niederlechner |

| Arbitro: | Stieler |

|                                                |                      |                                                  |
| Dæhli 21’ Grifo 76’ Petersen 82’ (rig.)        | Marcatori            | 39’ Kister 53’ Wooten 64’ Sukuta-Pasu            |
| Petersen Günter Torrejón Grifo Philipp Haberer | Tiri di rigore 3 – 4 | Roßbach Sukuta-Pasu Kister Pledl Karl Vunguidica |

## Statistiche

### Statistiche di squadra
| Competizione      | Punti | In casa | In casa | In casa | In casa | In casa | In casa | In trasferta | In trasferta | In trasferta | In trasferta | In trasferta | In trasferta | Totale | Totale | Totale | Totale | Totale | Totale | DR  |
| Competizione      | Punti | G       | V       | N       | P       | Gf      | Gs      | G            | V            | N            | P            | Gf           | Gs           | G      | V      | N      | P      | Gf     | Gs     | DR  |
| ----------------- | ----- | ------- | ------- | ------- | ------- | ------- | ------- | ------------ | ------------ | ------------ | ------------ | ------------ | ------------ | ------ | ------ | ------ | ------ | ------ | ------ | --- |
| Bundesliga        | 48    | 17      | 10      | 2       | 5       | 23      | 24      | 17           | 4            | 4            | 9            | 19           | 36           | 34     | 14     | 6      | 14     | 42     | 60     | -18 |
| Coppa di Germania | -     | 1       | 0       | 1       | 0       | 3       | 3       | 1            | 1            | 0            | 0            | 4            | 0            | 2      | 1      | 1      | 0      | 7      | 3      | +4  |
| Totale            | -     | 18      | 10      | 3       | 5       | 26      | 27      | 18           | 5            | 4            | 9            | 23           | 36           | 36     | 15     | 7      | 14     | 49     | 63     | -14 |

### Andamento in campionato
| Giornata  | 1  | 2 | 3  | 4 | 5  | 6  | 7  | 8 | 9 | 10 | 11 | 12 | 13 | 14 | 15 | 16 | 17 | 18 | 19 | 20 | 21 | 22 | 23 | 24 | 25 | 26 | 27 | 28 | 29 | 30 | 31 | 32 | 33 | 34 |
| --------- | -- | - | -- | - | -- | -- | -- | - | - | -- | -- | -- | -- | -- | -- | -- | -- | -- | -- | -- | -- | -- | -- | -- | -- | -- | -- | -- | -- | -- | -- | -- | -- | -- |
| Luogo     | T  | C | T  | C | T  | C  | T  | C | T | C  | T  | C  | T  | C  | T  | T  | C  | C  | T  | C  | T  | C  | T  | C  | T  | C  | T  | C  | T  | C  | T  | C  | C  | T  |
| Risultato | P  | V | P  | V | P  | V  | P  | V | V | P  | P  | P  | N  | V  | N  | V  | P  | V  | P  | V  | N  | P  | V  | N  | N  | P  | V  | V  | P  | V  | P  | V  | N  | P  |
| Posizione | 12 | 6 | 12 | 9 | 12 | 10 | 11 | 8 | 8 | 9  | 10 | 11 | 11 | 9  | 10 | 8  | 9  | 8  | 8  | 8  | 9  | 9  | 8  | 8  | 8  | 8  | 7  | 6  | 6  | 6  | 7  | 5  | 6  | 7  |

Legenda:

Luogo: C = Casa; T = Trasferta. Risultato: V = Vittoria; N = Pareggio; P = Sconfitta.

### Statistiche dei giocatori
| Giocatore        | Bundesliga | Bundesliga | Bundesliga  | Bundesliga | Coppa di Germania | Coppa di Germania | Coppa di Germania | Coppa di Germania | Totale   | Totale | Totale      | Totale     |
| Giocatore        | Presenze   | Reti       | Ammonizioni | Espulsioni | Presenze          | Reti              | Ammonizioni       | Espulsioni        | Presenze | Reti   | Ammonizioni | Espulsioni |
| ---------------- | ---------- | ---------- | ----------- | ---------- | ----------------- | ----------------- | ----------------- | ----------------- | -------- | ------ | ----------- | ---------- |
| R. Gikiewicz     | -          | -          | -           | -          | 1                 | 0                 | 0                 | 0                 | 1        | 0      | 0           | 0          |
| P. Klandt        | -          | -          | -           | -          | -                 | -                 | -                 | -                 | -        | -      | -           | -          |
| A. Schwolow      | 34         | 0          | 1           | 0          | 1                 | 0                 | 0                 | 0                 | 35       | 0      | 1           | 0          |
| J. Föhrenbach    | 3          | 0          | 0           | 0          | -                 | -                 | -                 | -                 | 3        | 0      | 0           | 0          |
| M. Gulde         | 20         | 0          | 2           | 0          | 1                 | 0                 | 1                 | 0                 | 21       | 0      | 3           | 0          |
| C. Günter        | 31         | 0          | 4           | 1          | 2                 | 0                 | 0                 | 0                 | 33       | 0      | 4           | 1          |
| A. Ignjovski     | 19         | 0          | 2           | 0          | 2                 | 0                 | 1                 | 0                 | 21       | 0      | 3           | 0          |
| M. Kempf         | 13         | 0          | 2           | 0          | -                 | -                 | -                 | -                 | 13       | 0      | 2           | 0          |
| L. Kübler        | 16         | 0          | 1           | 0          | -                 | -                 | -                 | -                 | 16       | 0      | 1           | 0          |
| G. Niedermeier   | 6          | 0          | 0           | 0          | 1                 | 0                 | 0                 | 0                 | 7        | 0      | 0           | 0          |
| Ç. Söyüncü       | 24         | 0          | 4           | 0          | 1                 | 0                 | 0                 | 0                 | 25       | 0      | 4           | 0          |
| P. Stenzel       | 19         | 1          | 3           | 0          | -                 | -                 | -                 | -                 | 19       | 1      | 3           | 0          |
| M. Torrejón      | 12         | 0          | 1           | 0          | 1                 | 0                 | 0                 | 0                 | 13       | 0      | 1           | 0          |
| A. Abrashi       | 20         | 1          | 3           | 0          | 1                 | 0                 | 0                 | 0                 | 21       | 1      | 3           | 0          |
| O. Bulut         | 21         | 0          | 3           | 0          | 2                 | 0                 | 0                 | 0                 | 23       | 0      | 3           | 0          |
| M. Frantz        | 30         | 0          | 2           | 0          | -                 | -                 | -                 | -                 | 30       | 0      | 2           | 0          |
| V. Grifo         | 30         | 6          | 1           | 0          | 2                 | 3                 | 0                 | 0                 | 32       | 9      | 1           | 0          |
| K. Guédé         | 5          | 0          | 0           | 0          | -                 | -                 | -                 | -                 | 5        | 0      | 0           | 0          |
| J. Haberer       | 32         | 3          | 7           | 0          | 2                 | 1                 | 1                 | 0                 | 34       | 4      | 8           | 0          |
| N. Höfler        | 28         | 1          | 7           | 0          | 1                 | 0                 | 0                 | 0                 | 29       | 1      | 7           | 0          |
| J. Schuster      | 13         | 0          | 3           | 0          | 1                 | 0                 | 0                 | 0                 | 14       | 0      | 3           | 0          |
| V. Sierro        | -          | -          | -           | -          | -                 | -                 | -                 | -                 | -        | -      | -           | -          |
| A. Falahen       | -          | -          | -           | -          | -                 | -                 | -                 | -                 | -        | -      | -           | -          |
| F. Niederlechner | 34         | 11         | 4           | 0          | 2                 | 1                 | 0                 | 0                 | 36       | 12     | 4           | 0          |
| H. Nielsen       | 4          | 0          | 0           | 0          | -                 | -                 | -                 | -                 | 4        | 0      | 0           | 0          |
| N. Petersen      | 33         | 10         | 0           | 0          | 1                 | 1                 | 0                 | 0                 | 34       | 11     | 0           | 0          |
| M. Philipp       | 25         | 9          | 5           | 0          | 2                 | 0                 | 1                 | 0                 | 27       | 9      | 6           | 0          |
| J. Meffert       | 1          | 0          | 0           | 0          | 2                 | 0                 | 0                 | 0                 | 3        | 0      | 0           | 0          |
| M. Dæhli         | 2          | 0          | 0           | 0          | 2                 | 1                 | 0                 | 0                 | 4        | 1      | 0           | 0          |